# Ali LeRoi
Ali LeRoi (* 12. Februar 1962 in Chicago) ist ein US-amerikanischer Fernsehproduzent, Regisseur, Autor und Schauspieler.

## Leben
LeRoi besucht die Lindblom Technical High School und graduierte im Jahr 1979 zusammen mit Lance Crouther (aka Pootie Tang). LeRoi war neben Chris Rock Mitschöpfer und Ausführender Produzent der UPN-Serie Alle hassen Chris, den er auf The Chris Rock Show traf. LeRoi schrieb und inszenierte viele Folgen der Fernsehserie, zusätzlich trat er auch in zwei Folgen als Schauspieler auf. Seit 2010 ist er als Regisseur für US-Sitcom Are We There Yet? mit Terry Crews tätig.
Zusammen mit seiner Frau hat er zwei Söhne.

## Filmografie (Auswahl)
- 1997: The Chris Rock Show  (Fernsehserie)
- 1998: Midnight Sun
- 2001: Einmal Himmel und zurück (Down to Earth, auch Drehbuch)
- 2001: Pootie Tang (Produktion)
- 2003: Das Weiße Haus sieht schwarz (Head of State, auch Drehbuch und Produzent)
- 2003: Head of State (Drehbuch und Produktion)
- 2019: The Obituary of Tunde Johnson (Regie)

## Auszeichnungen
Outfest Los Angeles
- 2020: Auszeichnung als Bester Debütfilm mit dem Publikumspreis (The Obituary of Tunde Johnson)[1]